# ISouljaBoyTellem

iSouljaBoyTellem est le second album de Soulja Boy sorti le 16 décembre 2008.

## Track listing
| No  | Titre                                            | Producteurs               | Durée |
| --- | ------------------------------------------------ | ------------------------- | ----- |
| 1.  | I'm Bout tha Stax (Intro)                        | Drumma Boy                | 3:20  |
| 2.  | Bird Walk                                        | Soulja Boy, Mr. Collipark | 3:33  |
| 3.  | Turn My Swag On                                  | Natural Disaster, Top Cat | 3:26  |
| 4.  | Gucci Bandana (featuring Gucci Mane & Shawty Lo) | Soulja Boy                | 3:56  |
| 5.  | Eazy                                             | Zaytoven                  | 3:22  |
| 6.  | Kiss Me Thru the Phone (featuring Sammie)        | Jim Jonsin, Mr. Collipark | 3:13  |
| 7.  | Booty Got Swag (Donk Part 2)                     | Soulja Boy                | 3:06  |
| 8.  | Rubber Bands                                     | Drumma Boy                | 4:14  |
| 9.  | Hey You There                                    | Soulja Boy                | 3:52  |
| 10. | Yamaha Mama (featuring Sean Kingston)            | Polow da Don              | 4:38  |
| 11. | Wit My Yums On                                   | Soulja Boy                | 3:28  |
| 12. | Go Head (featuring Juney Boomdata)               | Soulja Boy                | 3:41  |
| 13. | Shoppin' Spree (featuring Gucci Mane & Yo Gotti) | Mr. Hanky                 | 4:46  |
| 14. | Soulja Boy Tell 'Em                              | John Boy                  | 3:31  |
| 15. | Whoop Rico (featuring Show Stoppas)              | DJ GB                     | 4:06  |
| 16. | I Pray (Outro)                                   | Drumma Boy                | 5:48  |

| 17. | Twerk Fest | Mr. Hanky | 3:39 |